# Nervia chaca
Nervia chaca is een vlinder uit de familie van de dikkopjes (Hesperiidae). De soort is voor het eerst wetenschappelijk beschreven als Pyrgus chaca door Roland Trimen in een publicatie uit 1873.
De soort komt voor in Zuid-Afrika.